# 水軍料理
水軍料理（すいぐんりょうり）は、瀬戸内海の村上水軍が船上で取りたての魚介類を船上で調理していたことに由来する豪快な芸予諸島の郷土料理。

## 主な水軍料理
- 水軍鍋 - 魚介類と野菜を出汁で炊きあげた鍋料理。
- 法楽焼 - 素焼きの法楽焼上に小石を並べて、魚介類を盛って焼く料理。（村上水軍の戦勝祝いの料理）
- 舟盛り - 魚介のお造りを和船をかたどった器に盛りつけたもの。

この他にも多彩なバリエーションがある。